# Raymond Gerald Stephens Zamora
Raymond Gerald Stephens Zamora (Colima (Colima), 26 de julho de 1999) é um jogador de vôlei de praia mexicano, que foi medalhista de bronze no Campeonato Mundial de Vôlei de Praia Sub-21 de 2019 na Tailândia.

## Carreira
Em 2019 ao lado de Miguel Sarabia disputou a edição do Campeonato Mundial Sub-21 realizado em Udon Thani e obteve a medalha de bronze.